# 25 فبراير
- السبت
- الأحد
- الاثنين
- الثلاثاء
- الأربعاء
- الخميس
- الجمعة

- 12 شعبان 1446  هـ
- 23 شعبان 1446  هـ
- 34 شعبان 1446  هـ
- 45 شعبان 1446  هـ
- 56 شعبان 1446  هـ
- 67 شعبان 1446  هـ
- 78 شعبان 1446  هـ
- 89 شعبان 1446  هـ
- 910 شعبان 1446  هـ
- 1011 شعبان 1446  هـ
- 1112 شعبان 1446  هـ
- 1213 شعبان 1446  هـ
- 1314 شعبان 1446  هـ
- 1415 شعبان 1446  هـ
- 1516 شعبان 1446  هـ
- 1617 شعبان 1446  هـ
- 1718 شعبان 1446  هـ
- 1819 شعبان 1446  هـ
- 1920 شعبان 1446  هـ
- 2021 شعبان 1446  هـ
- 2122 شعبان 1446  هـ
- 2223 شعبان 1446  هـ
- 2324 شعبان 1446  هـ
- 2425 شعبان 1446  هـ
- 2526 شعبان 1446  هـ
- 2627 شعبان 1446  هـ
- 2728 شعبان 1446  هـ
- 2829 شعبان 1446  هـ

25 فبراير أو 25 شُباط أو يوم 25 \ 2 (اليوم الخامس والعشرون من الشهر الثاني) هو اليوم السادس والخمسون (56) من السنة وفقًا للتقويم الميلادي الغربي (الغريغوري). يبقى بعده 309 يومًا لانتهاء السنة، أو 310 يومًا في السنوات الكبيسة.

## أحداث
- 1884 - معركة أم العصافير بين عبد الله آل سعود ومحمد بن رشيد.
- 1945 - تأسيس حزب الأمة السوداني على يد عبد الرحمن المهدي زعيم «جماعة الأنصار المهدية» كإمتداد سياسي للحركة المهدية في السودان وكان شعاره «السودان للسودانيين».
- 1950 - الشيخ عبد الله السالم الصباح يتسلم رسميًا الحكم في الكويت، وما زالت الكويت تحتفل كل سنة بجلوس الشيخ عبد الله السالم في 25 فبراير، ودمجت معه الاحتفال بعيدها الوطني.
- 1954 - الرئيس السوري أديب الشيشكلي يفر إلى بيروت بعد انقلاب عسكري أنهى فترة حكمه الثانية.
- 1966 - تعيين نور الدين الأتاسي رئيسًا للجمهورية العربية السورية بعد يومين من انقلاب عسكري داخل حزب البعث العربي الاشتراكي الحاكم أطاح بالرئيس أمين الحافظ.
- 1984 - الولايات المتحدة تكمل انسحاب آخر جنودها من العاصمة اللبنانية بيروت.
- 1986 -
  - فرار الرئيس الفلبيني فرديناند ماركوس وعائلته بعد إضرابات شهدتها الفلبين ضد حكمه، وتولي زعيمة المعارضة كورازون أكينو الرئاسة بدعم من الجيش.
  - تمرد جنود الأمن المركزي بمصر وحظر التجول في القاهرة والجيزة، ومدرعات الجيش تملأ الشوارع.
- 1991 -
  - مجموعة من صواريخ سكود تصيب ثكنات للجيش الأمريكي في مدينة الظهران في المملكة العربية السعودية وتقتل 29 جندياً أمريكياً وتصيب 99 آخرين.
  - الإعلان عن تفكيك حلف وارسو.
- 1992 - مصرع أكثر من 700 مدني أذربيجاني في مجزرة على يد القوات الأرمينية في إقليم قرة باغ.
- 1994 - مجزرة في الحرم الإبراهيمي في مدينة الخليل نفذها المستوطن اليهودي من أصل أمريكي باروخ جولدشتاين، حيث قام بإطلاق النار على المصلين أثناء أدائهم صلاة الفجر يوم جمعة في شهر رمضان، وقتل في المجزرة 29 مصليًا وجرح 150 آخرين قبل أن ينقض عليه مصلون آخرون ويقتلوه.
- 2009 - تحطم طائرة الخطوط التركية رحلة 1951 وعلى متنها 135 شخص وذلك أثناء محاولة الهبوط بمطار سخيبول في أمستردام مما أدى إلى مقتل 9 ركاب وإصابة 55 آخرين.
- 2010 -
  - اغتيال مدير عام الأمن الوطني في الجزائر علي تونسي على يد مساعده ولطاش شعيب.
  - تنصيب فيكتور يانكوفيتش رئيسًا لأوكرانيا خلفًا لفيكتور يوشتشينكو.
- 2012 - عبد ربه منصور هادي يؤدي اليمين الدستورية أمام مجلس النواب اليمني رئيسًا للجمهورية خلفًا لعلي عبد الله صالح وذلك لفترة انتقالية وفقًا للمبادرة الخليجية لحل الأزمة في اليمن، وكانت اللجنة العليا للانتخابات قد أعلنت عن فوزه بنسبة 99.8% من إجمالي المصوتين.
- 2017 - افتتاح قناة القرين الكويتية، وهي ضمن قنوات تلفزيون الكويت التابعة لوزارة الأعلام.
- 2018 - كنيسة القيامة تُغلق أبوابها أمام الزائرين لِأوَّل مرَّة مُنذ عُقُود احتجاجًا على مشروع قانون إسرائيلي يقضي بفرض ضرائب على أملاك الكنائس.
- 2022 - مقتل 12 شخصًا وإصابة 388 جراء زلزال ضرب جزيرة سومطرة في إندونيسيا.

## مواليد
- 1643 - السلطان أحمد الثاني، سلطان عثماني.
- 1778 - خوسيه دي سان مارتين، جنرال أرجنتيني ومحرر أمريكا الجنوبية ورئيس بيرو.
- 1841 - أوجست رينوار، رسام فرنسي.
- 1842 - كارل ماي، كاتب ألماني.
- 1866 - بينيدتو كروتشه، فيلسوف إيطالي.
- 1892 - بديعة مصابني، ممثلة وراقصة لبنانية.
- 1914 - نجمة إبراهيم، ممثلة مصرية.
- 1940 - بشارة بطرس الراعي، بطريرك الكنيسة المارونية السابع والسبعون.
- 1943 - جورج هاريسون، أحد أعضاء فريق البيتلز الغنائي.
- 1946 - عبد العزيز مخيون، ممثل مصري.
- 1947 - فردوس عبد الحميد، ممثلة مصرية.
- 1950 - نيستور كيرشنير، رئيس الأرجنتين.
- 1953 - خوسيه ماريا أثنار، رئيس وزراء إسبانيا.
- 1955 - محمد حسين عبد الرحيم، ممثل عراقي.
- 1957 - هناء ثروت، ممثلة مصرية.
- 1960 - جمال منصور، قيادي في حركة حماس.
- 1965 - جان-لوك فورنيه، عالم برديات فرنسي.
- 1966 - أليكسيس دينيسوف، ممثل أمريكي.
- 1971 - شون أستين، ممثل أمريكي.
- 1974 -
  - شوتارو موريكبو، ممثل أداء صوتي ياباني.
  - ديفيا بهارتي، ممثلة هندية.
- 1981 -
  - آسر ياسين، ممثل مصري.
  - شاهيد كابور، ممثل هندي.
  - بارك جي سونغ، لاعب كرة قدم كوري جنوبي.
- 1982 - كريس بايرد، لاعب كرة قدم أيرلندي شمالي.
- 1995 - منى فاروق، ممثلة مصرية.

## وفيات
- 1558 - الملكة إليونورا، ملكة البرتغال وفرنسا.
- 1899 - جوليوس رويتر، مؤسس وكالة أنباء رويترز.
- 1950 - جورج مينوت، طبيب أمريكي حاصل على جائزة نوبل في الطب عام 1934.
- 1971 - تيودور سفيدبيرغ، عالم كيمياء سويدي حاصل على جائزة نوبل في الكيمياء عام 1926.
- 1975 - إلايجا محمد، زعيم حركة أمة الإسلام في الولايات المتحدة الأمريكية منذ 1934 حتى وفاته في سنة 1975.
- 1980 - أحمد الشقيري، أحد مؤسسي منظمة التحرير الفلسطينية.
- 1988 - ممدوح سالم، رئيس وزراء مصر.
- 1993 - عبد الفتاح حياصات، شاعر أردني.
- 1999 - غلين سيبورغ، صيدلي أمريكي حاصل على جائزة نوبل في الكيمياء عام 1951.
- 2005 - ياسين الرميثي، رادود حسيني عراقي.
- 2008 - أحمد عقل، ممثل مصري.
- 2010 - علي تونسي، المدير العالم للأمن الوطني في الجزائر.
- 2012 - رجاء ياقوت صالح، كاتبة وأكاديمية مصرية.
- 2017 - بيل پاكستون، ممثل ومخرج أمريكي.
- 2020 - محمد حسني مبارك، رابع رؤساء مصر.
- 2021 - مشاري البلام، ممثل كويتي.

## أعياد ومناسبات
- اليوم الوطني في الكويت.
- عيد الشعب في الفلبين.

## وصلات خارجية
- وكالة الأنباء القطريَّة: حدث في مثل هذا اليوم.
- النيويورك تايمز: حدث في مثل هذا اليوم.
- BBC: حدث في مثل هذا اليوم.